# Бандурка (село)
Бандурка (укр. Бандурка) — село в Первомайском районе Николаевской области Украины.
Население по переписи 2001 года составляло 278 человек. Почтовый индекс — 55247. Телефонный код — 5161.

## Местный совет
55244, Николаевская обл., Первомайский р-н, с. Тарасовка